# Robin Smeulders
Robin Johannes Smeulders (Münster, 19 giugno 1987) è un ex cestista tedesco con cittadinanza austriaca naturalizzato olandese.

## Carriera
Con i Paesi Bassi ha disputato i Campionati europei del 2015.

## Palmarès
- Coppa di Germania: 1

EWE Oldenburg: 2015